# Fasalt
Fasalt är en bebyggelse i Örkelljunga kommun, vid gränsen till Laholms kommun. Mellan 2015 och 2020 samt från 2023 avgränsade SCB här en småort.